# Sinsacro

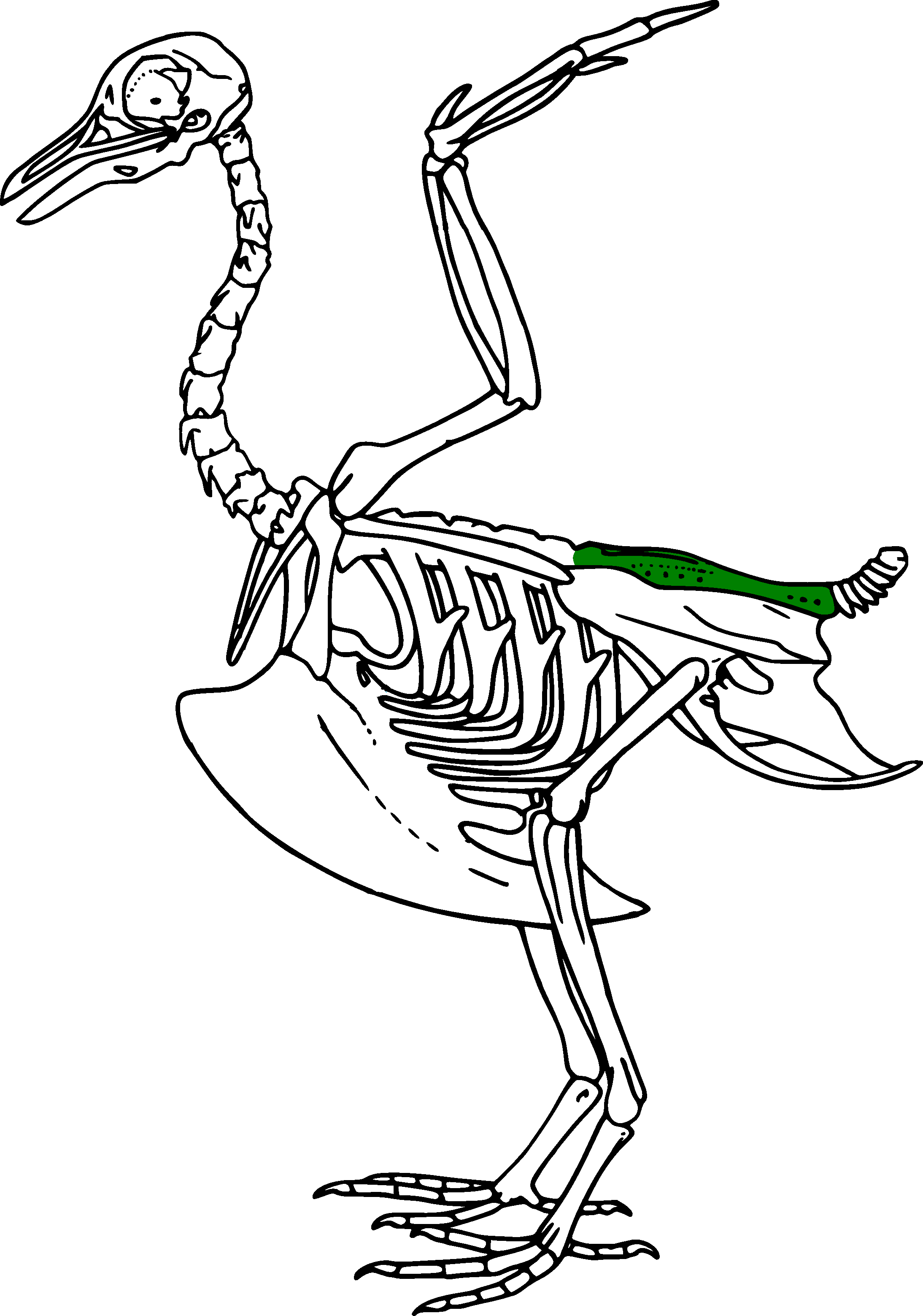
Este esqueleto estilizado de ave resalta en verde el sinsacro.

El sinsacro es una estructura esquelética, descrita principalmente en Dinosauria ( aves y dinosaurios), en la cual el sacro se prolonga por la incorporación adicional de vértebras caudales y lumbares fusionadas o parcialmente fusionadas. En la paloma, son alrededor de 12 vértebras, la primera porta un par de costillas libres, por lo que se consideraría la última torácica (quinta o sexta torácica), le siguen 5 o 6 sin costillas que serían lumbares, 2 sacrales y 5 caudales. A cada lado del sinsacro está articulado firmemente a los iliones de la cintura pélvica, y en algunas especies ilion y sinsacro están fusionados. Junto con la pelvis el sinsacro forma una estructura rígida en forma de silla de montar, abierta ampliamente ventralmente (excepto en el avestruz). Ésta soporta el peso en el extremo posterior del animal. En las aves vivientes y algunas prehistóricas, existen usualmente posteriores al sinsacro solo unas pocas vértebras caudales libres, al final de las cuales se encuentra el pigóstilo terminal. En términos de morfología externa el sinsacro se corresponde con la rabadilla.